# Флорида-Кис
Флори́да-Кис (англ. Florida Keys) — архипелаг, цепь коралловых островов и рифов на юго-востоке США. Общая площадь островов составляет 355,6 км², население 79 535 человек (2000 г.).
Плейстоценовые известняки Флорида-Кис богаты окаменелостями, а плейстоцен — это эпоха времени, лучше всего представленная в палеонтологии Флориды.

## История
Впервые острова, населённые племенами калуса и текеса, нанёс в 1513 году на карту испанский конкистадор Хуан Понсе де Леон Лос-Мартирес (исп. Los Martires), что означает «мученики», поскольку их очертания издалека напомнили ему страдающих людей.
В сентябре 1919 года на Флорида-Кис обрушился один их самых смертоносных ураганов в истории США.

## География

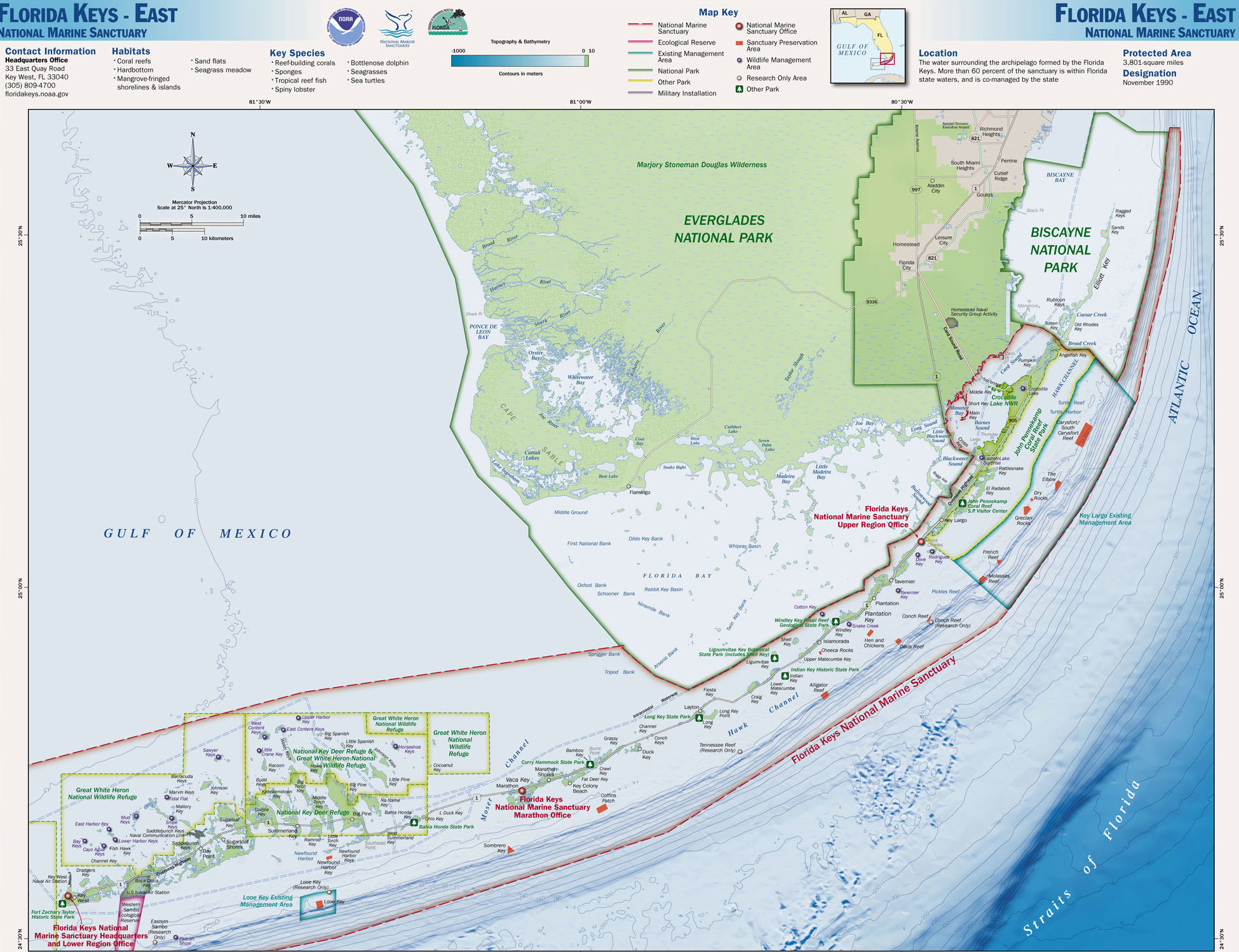
Карта архипелага Флорида-Кис (восточная часть)

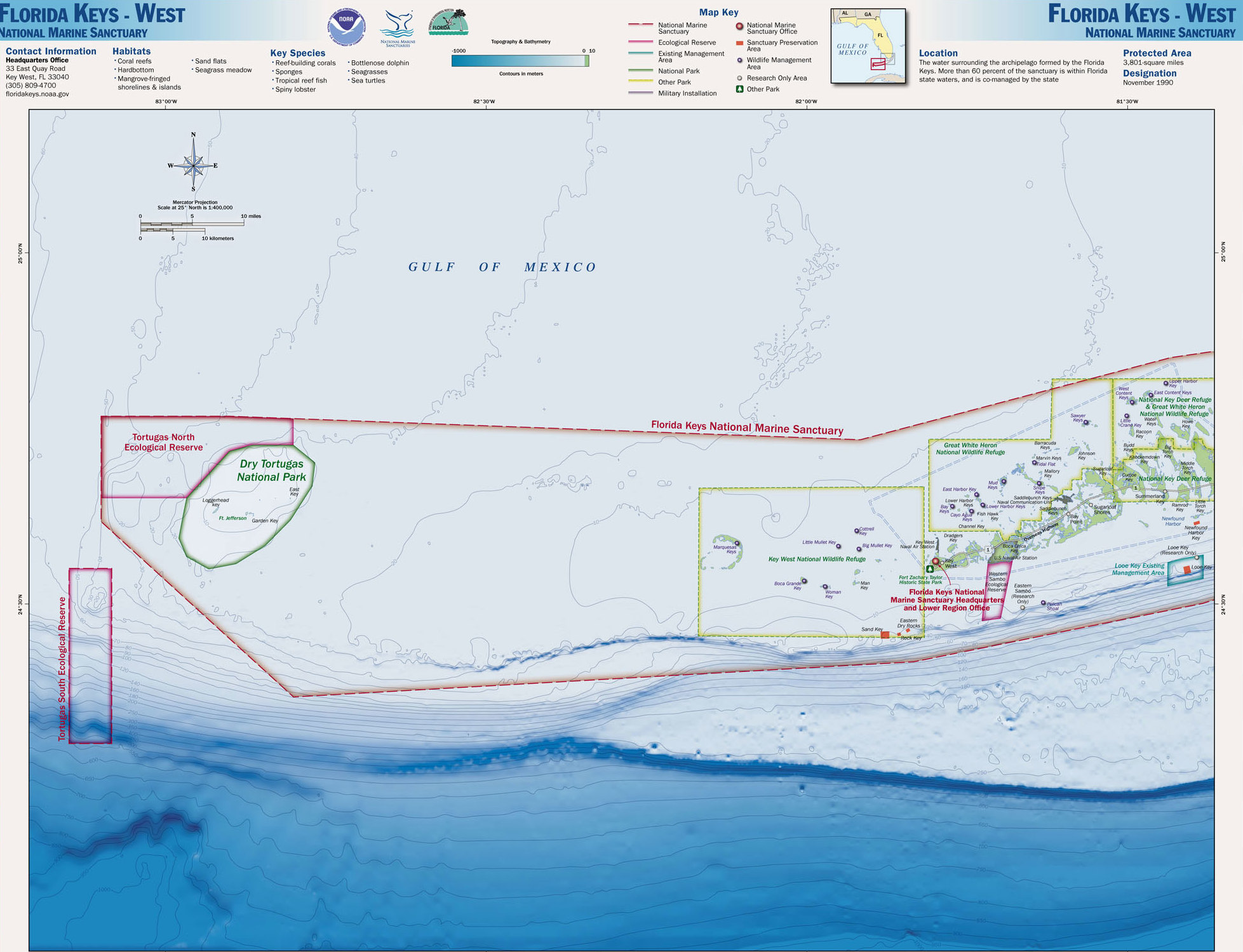
Карта архипелага Флорида-Кис (западная часть)

Состоит примерно из 1700 островов и рифов, начинается на юго-восточной оконечности полуострова Флорида, примерно в 25 километрах от Майами; и далее образует дугу в западном направлении. Острова расположены вдоль Флоридского пролива, образуя восточную границу Мексиканского залива, а также южную границу Флоридской бухты (англ. Florida Bay).
Острова находятся в тропическом поясе, в промежутке между 23,5° и 25,5° северной широты.

### Верхние Кис
Кис в национальном парке Бискейн (доступны только по морю) округа Майами-Дейд:
- Промежуточные Кис:
  - Солдиер Ки (Soldier Key)
  - Раггед Кис (Ragged Keys)
  - Бока Чита Ки (Boca Chita Key)
  - Сандс Ки (Sands Key)

- Подлинные Флорида Кис — обнаженные, древние коралловые рифы:
  - Эллиотт Ки (Elliott Key)
  - Адамс Ки (Adams Key)
  - Реид Ки (Reid Key)
  - Рубикон Кис (Rubicon Keys)
  - Тоттен Ки (Totten Key)
  - Олд Роудс Ки (Old Rhodes Key)

Кис в округе Монро:
- Ки-Ларго (Key Largo)
- Плэнтейшен Ки (Plantation Key)
- Уиндли Ки (Windley Key)
- Аппер Мейткамб Ки (Upper Matecumbe Key)
- Лигнумвитаэ Ки (Lignumvitae Key)
- Лоуэр Меиткамб Ки (Lower Matecumbe Key)

### Средние Кис
- Крейг Ки (Craig Key)
- Фиеста Ки (Fiesta Key)
- Лонг Ки (Long Key)
- Конч Ки (Conch Key)
- Дюк Ки (Duck Key)
- Грэйси Ки (Grassy Key)
- Кроул Ки (Crawl Key)
- Лонг Пойнт Ки (Long Point Key)
- Фэт Дир Ки (Fat Deer Key)
- Шелтер Ки (Shelter Key)
- Вака Ки (Vaca Key)
- Бут Ки (Boot Key)
- Найтс Ки (Knight’s Key)
- Пиджеон Ки (Pigeon Key)

### Нижние Кис
- Литтл Дак Ки (Little Duck Key)
- Миссури Ки (Missouri Key)
- Огайо Ки (Ohio Key)
- Бахия Хонда Ки (Bahia Honda Key)
- Спэниш Харбор Кис (Spanish Harbor Keys)
- Скаут Ки (Scout Key)
- Ноу Нэйм Ки (No Name Key)
- Биг Пайн Ки (Big Pine Key)
- Литтл Торч Ки (Little Torch Key)
- Миддл Торч Ки (Middle Torch Key)
- Биг Торч Ки (Big Torch Key)
- Рэмрод Ки (Ramrod Key)
- Саммерлэнд Ки (Summerland Key)
- Ноукэмдаун Ки (Knockemdown Key)
- Кудджо Ки (Cudjoe Key)
- Шугарлоаф Ки (Sugarloaf Key)
- Парк Ки (Park Key)
- Ловер Шугарлоаф Ки (Lower Sugarloaf Key)
- Сэддлбанч Кис (Saddlebunch Keys)
- Шарк Ки (Shark Key)
- Гайгер Ки (Geiger Key)
- Биг Коппитт Ки (Big Coppitt Key)
- Ист Рокланд Ки (East Rockland Key)
- Рокланд Ки (Rockland Key)
- Бока Чика Ки (Boca Chica Key)
- Ки-Хэвен (Key Haven)
- Остров Сток (Stock Island)
- Ки-Уэст (Key West)
- Сигсби Парк (Sigsbee Park)
- Флеминг Ки (Fleming Key)

### Отдалённые острова
- Сансет Ки (Sunset Key)
- Остров Вистерия (Wisteria Island)
- Маркизас Кис (Marquesas Keys)
- Драй-Тортугас (Dry Tortugas)

## Геология
Острова представляют собой надводную часть древнего кораллового рифа, слегка присыпанного песком. Свои нынешние очертания архипелаг принял в результате сильных изменений в конфигурации морского дна во времена ледниковых периодов. Примерно 130 тыс. лет назад Сангамонский межледниковый период повысил уровень моря на 7,5 метров выше нынешнего уровня, в результате чего на территории южной части Флориды образовалось мелководное море. В море с севера на юг, а начиная с территории Майами на запад образовалось несколько параллельных коралловых рифов, заканчивающихся в районе острова Драй-Тортугас.
100 тыс. лет назад Висконсинское оледенение начало понижать уровень воды в море, и 15 тыс. лет назад уровень воды стал примерно на 100 м ниже, чем сейчас. Вышедшие на поверхность земли рифы стали активно подвергаться эрозии, содержащая (в результате гниения растительности) кислоты вода стала растворять известняк. Растворённый известняк стал образовывать наносы, которые можно наблюдать сегодня вдоль всех островов.
После этого уровень океана снова стал постепенно подниматься, и современный уровень установился примерно 4000 лет назад.

## Население

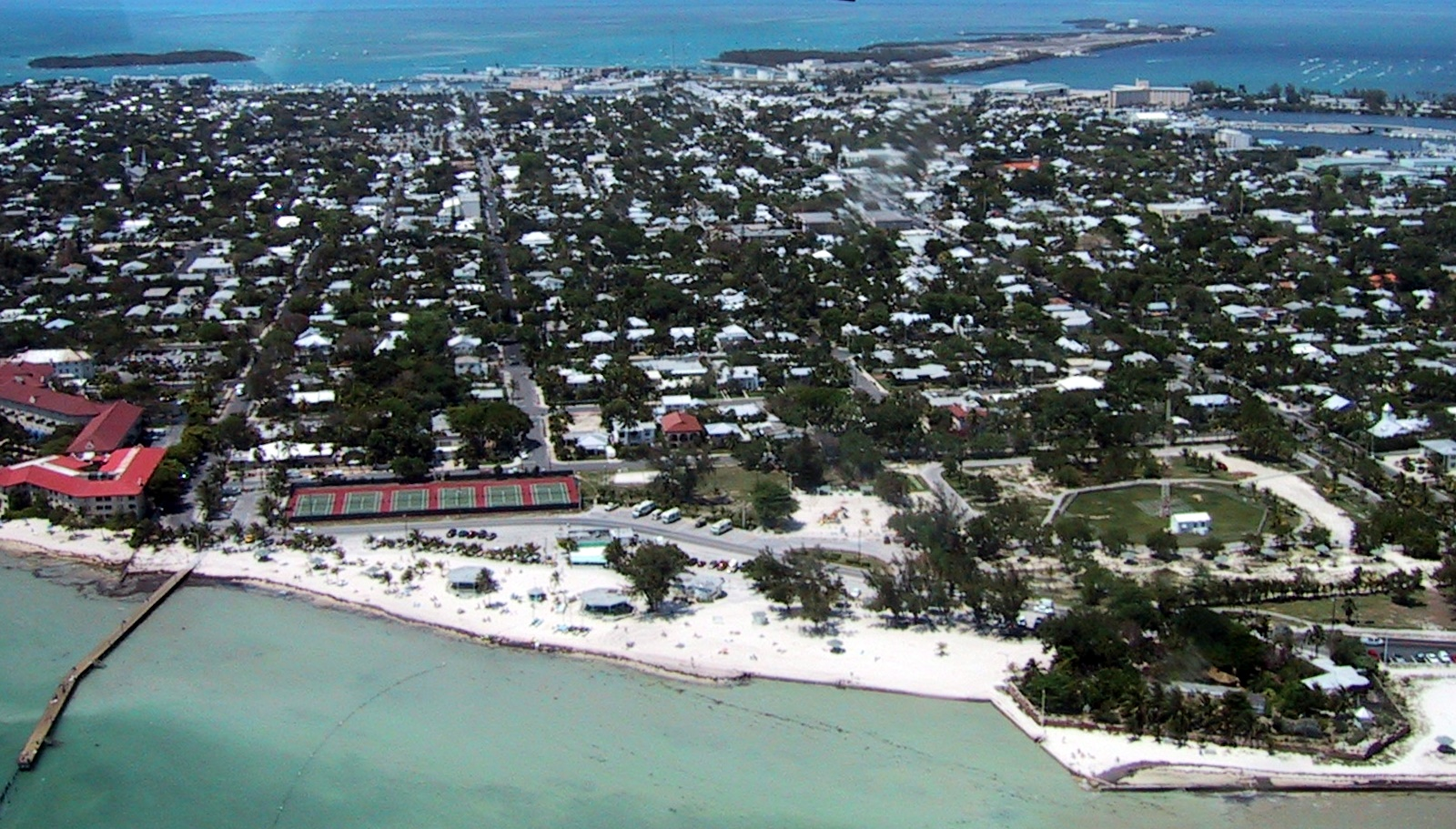
Город Ки-Уэст

Большинство населения сосредоточено в нескольких крупных пунктах, включая город и порт Ки-Уэст (англ. Key West) (32 % всего населения островов). Территориально 95 % всей территории относится к округу Монро (англ. Monroe County), и только ближайший к Майами район, в основном город Исландия (англ. Islandia), относятся к округу Майами-Дейд.
Город и порт Ки-Уэст считается главным городом округа Монро, в котором большую часть занимает национальный парк Эверглейдс в континентальной части Флориды. На отдалённых островах архипелага, Драй-Тортугас (англ. Dry Tortugas) расположился национальный парк Драй-Тортугас.

## Транспорт
Большинство островов соединяет скоростная автомобильная трасса, берущая своё начало на материке. Ранее здесь функционировала железная дорога, но в 1935 году её обслуживание было остановлено.